# Broodoproer (Richmond)

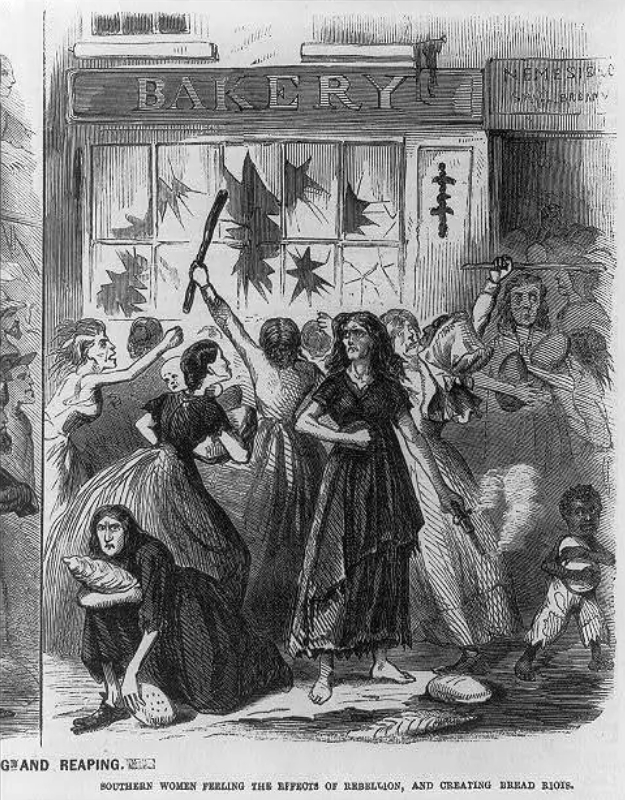
Tekening van het broodoproer in Richmond

Het Broodoproer in Richmond, Virginia vond plaats op 2 april 1863. De voedselrellen ontstonden door de activiteiten van de strijdende legers gedurende de Amerikaanse Burgeroorlog, die een grote aanslag deden op de voedselvoorraden. Ook de enorme inflatie was een belangrijke oorzaak. De droogte van 1862 zorgde voor een slechte oogst en voor veel boeren was het voordeliger andere dan voedselgewassen te verbouwen. Tussen 1861 en 1863 verdrievoudigde de prijs van graan en verviervoudigde de prijs van boter en melk. Zout was vrijwel niet te krijgen of onbetaalbaar.  
Op vergelijkbare wijze als bij de Franse Revolutie begonnen burgers, vooral vrouwen, te protesteren tegen de zeer hoge broodprijzen. Zij beschuldigden zowel de overheden als speculanten. In hun protest kwamen veel mensen tot gewelddadige acties. In onder meer Macon, Atlanta en Augusta in de staat Georgia vielen gewapende groepen winkels en pakhuizen aan. 
In Richmond plunderden duizenden mensen, meestentijds vrouwen, winkels, ook niet-voedingswinkels. Pas nadat Jefferson Davis met militaire acties had gedreigd, stopten de acties.  